# ستيفان تيغس
ستيفان تيغس (مواليد 31 يوليو 1998) هو لاعب كرة قدم ألماني يلعب في مركز المهاجم في نادي بوروسيا دورتموند.